# 定本楓馬
定本 楓馬（さだもと ふうま、1995年11月23日 - ）は、日本の俳優。オスカープロモーション所属。

## 略歴
- 出生地は埼玉県であるがすぐに北海道に引っ越し、上京するまで北海道で育ったため、公式のプロフィールでも出身地は北海道となっている[2][3]。
- 高校卒業後、札幌放送芸術専門学校俳優コースに入学。2016年春に卒業[4]。
- 2016年冬からミュージカル『テニスの王子様』3rdシーズンの不二周助役として、本格的にデビュー[5]。
- 2017年11月14日、オスカープロモーション所属の俳優やモデルによって結成された男劇団 青山表参道Xのメンバーになる[3]。
- 2023年6月30日、男劇団 青山表参道Xから退団[6]。
- 2023年7月1日、個人オフィシャルサイト開設[7]。

## 人物
- 趣味はゲーム・写真を撮ること[3]。特技はダジャレ作り[3]、バスケットボール。バスケットボールは小学六年生の頃に始めた[2]。
- 座右の銘は「人の意見を否定しない」[3]。
- 利き手は左手（ペンと箸は右手、自称混合型） [8][9]。
- 好きな物は唐揚げ。好きな飲み物はコーヒー[8]。
- 兄が一人いる[10]。
- B83・W72・H84・S26.5[11]

## 出演

### 舞台・ミュージカル
- ミュージカル 明日への扉プロジェクト『Gift〜いのちの贈りもの〜』（2014年10月3日・4日、北海道立道民活動センター「かでる2・7」かでるホール） - 光 役[12]
- POST 時を超えたmessage（2014年11月） - 誠 役[13]
- change（2015年2月） - LEO 役[13]
- ミュージカル『テニスの王子様』3rdシーズン - 不二周助 役[1]
  - 青学vs六角（2016年12月22日 - 2017年2月12日、TOKYO DOME CITY HALL 他）[14]
  - Dream Live 2017（2017年5月26日 - 28日、横浜アリーナ）[15]
  - 青学vs立海（2017年7月14日 - 10月1日、TOKYO DOME CITY HALL 他）[16]
  - TEAM Party SEIGAKU・ROKKAKU（2017年10月26日 - 11月5日、AiiA 2.5 Theater Tokyo 他）[17]
  - 青学vs比嘉（2017年12月21日 - 2018年2月18日、TOKYO DOME CITY HALL 他）[18]
  - Dream Live 2018（2018年5月5日 - 20日、横浜アリーナ 他）[19]
- 男劇団 青山表参道X
  - 旗揚げ公演『SHIRO TORA 〜beyond the time〜』（2018年6月14日 - 17日、AiiA 2.5 Theater Tokyo） - 小日向真希 役[20][21]
  - 第2回公演『ENDLESS REPEATERS-エンドレスリピーターズ-』（2019年7月20日 - 7月28日、品川プリンスホテル クラブeX） - 犬飼柊人・熊谷栄作 役[22][23]
- ひらがな男子（2018年7月20日 - 29日、AiiA 2.5 Theater Tokyo） - ひ 役[24][25]
- 舞台版『戦刻ナイトブラッド』（2018年8月16日 - 26日、天王洲 銀河劇場） - 竹中半兵衛 役[26][27]
- ミラクル☆ステージ『サンリオ男子』（2018年11月29日 - 12月9日、天王洲 銀河劇場） - 豊原夢ノ助 役[28][29]
- 今、僕は六本木の交差点に立つ（2019年9月4日 - 8日、天王洲 銀河劇場）[30][31]
- ライブ・スペクタクル『NARUTO -ナルト-』 - サイ 役[32][33]
  - 〜暁の調べ〜（2019年10月25日 - 12月1日、天王洲 銀河劇場他）[32]
  - 〜うずまきナルト物語〜（2021年12月4日 - 2022年1月2日、日本青年館ホール 他）[33]
- 27-7ORDER（2020年2月9日 - 16日、天王洲 銀河劇場 / 2月21日 - 3月1日、AiiA 2.5 Theater Kobe） - ショー 役[34][35]
- 舞台『盾の勇者の成り上がり』（2020年4月5日・6日、シアターサンモール） - 日替わりゲスト[36] ※公演延期[注 1]
- TWiNPARADOX SONG STORY Vol.1（2020年4月25日、中目黒キンケロ・シアター） - トークゲスト[38]
- ミュージカル『刀剣乱舞』〜幕末天狼伝〜（2020年9月20日 - 10月10日、天王洲 銀河劇場 / 10月16日 - 18日、北九州ソレイユホール / 10月24日 - 11月2日、京都劇場 / 11月13日 - 23日、TOKYO DOME CITTY HALL） - 沖田総司 役[39][40] ※一部公演中止[注 2]
- 舞台『GHOST WRITER』（2021年1月22日 - 24日、COOL JAPAN PARK OSAKA WWホール / 1月29日 - 2月7日、EX THEATER ROPPONGI） - ポルトス 役[44][45]
- FAKE MOTION -THE SUPER STAGE-（2021年4月19日 - 5月2日、品川プリンスホテルステラボール） - 斯波真一 役[46]
- ＃これで恋ができるなら（2021年7月28日 - 8月1日、CBGKシブゲキ!!） - 初主演[47][48]
- 怪盗探偵山猫 the Stage〜船上の狂想曲〜（2022年1月20日 - 30日、大手町三井ホール） - 坂又 役[49]
- SUGARBOY 5th. 『大迷惑』（2022年4月7日 - 10日、本多劇場 / 4月14日 - 17日、あうるすぽっと）
- 舞台『呪術廻戦』 - 狗巻棘 役
  - 舞台『呪術廻戦』（2022年7月15日 - 31日、天王洲 銀河劇場 / 8月7日 - 14日、メルパルクホール大阪）
  - 舞台『呪術廻戦』-京都姉妹校交流会・起首雷同-（2023年12月15日 - 31日、天王洲 銀河劇場 / 2024年1月6日 - 14日、AiiA 2.5 Theater Kobe）[50][51]
  - 舞台『呪術廻戦 0』WITH LIVE BAND（2024年12月13日 - 29日、天王洲 銀河劇場 / 2025年1月18日 - 19日、SkyシアターMBS） - 狗巻棘 役[52]
- プロペラ犬 第8回公演『僕だけが正常な世界』（2022年12月16日 - 25日、東京芸術劇場シアターウエスト） - 元気 役[53]
- ハイブリッド・イマーシブシアター『同窓会〜優しくて残酷な彼を偲んで〜』（2023年1月11日 - 15日、マリーグラン赤坂） - 白石双葉 役[54]
- 宮下貴浩×私オム プロデュース 
  - 第6回公演 舞台『わかば自動車教習所で恋を学ぶ』（2023年3月29日 - 4月5日、シアターサンモール） - 小松 役[55]
  - 第7回公演 舞台『愚れノ群れ（）』（2024年6月5日 - 12日、シアターサンモール）[56]
  - 第9回公演 舞台『霧』（2025年6月4日 - 15日、シアターサンモール）[57]
- MANKAI STAGE『A3!』シリーズ- 月岡紬 役[58]　
  - ACT2! 〜SPRING 2023〜（2023年5月13日 - 6月11日、TACHIKAWA STAGE GARDEN 他）
  - ACT2! 〜WINTER 2024〜（2024年4月9日 - 5月12日、TOKYO DOME CITY HALL 他）[59]
  - 〜Four Seasons LIVE 2024〜（2024年10月31日 - 11月4日、東京ガーデンシアター）
  - ACT3! 2025（2025年3月22日 - 5月10日、KAAT神奈川芸術劇場 ホール）[60]
- 舞台『蝉灯す』（2023年8月23日 - 29日、草月ホール） - 重富壮太 役[61][62]
- CEDAR『ヒストリーボーイズ』（2024年7月20日 - 28日、あうるすぽっと） - スクリップス 役[63]
- 公開ケイコ!〜演出：松崎史也編〜（2024年9月15日、石川県小松市團十郎芸術劇場うらら）[64]
- ミュージカル『黒執事』〜寄宿学校の秘密 2024〜（2024年9月7日・8日、兵庫県立芸術文化センター KOBELCO 大ホール / 9月21日 - 29日、TOKYO DOME CITY HALL） - グレゴリー・バイオレット 役[65]
- 舞台『怪人21面相』（2025年7月31日 - 8月10日〈予定〉、新宿シアターモリエール） - 鳥羽山基 役[66]
- Belleville（2025年9月3日 - 9日〈予定〉、すみだパークシアター倉） - アリウン 役[67]
- 舞台『いつかアイツに会いに行く』（2025年10月10日 - 20日〈予定〉、紀伊國屋サザンシアター TAKASHIMAYA / 10月25日〈予定〉、COOL JAPAN PARK OSAKA TTホール）[68]

### 映画
- ミックス。（2017年10月公開、東宝） - 米田徹 役[69]
- 映画刀剣乱舞-継承-（2019年1月18日公開、東宝映像事業部） - 骨喰藤四郎 役[70]
  - 映画刀剣乱舞-黎明-（2023年3月公開）[71]
- 映画演劇 サクセス荘（2021年12月31日公開） - チャップ 役[72]
- 映画『君たちはまだ長いトンネルの中』（2022年5月27日公開） - 中谷勇気 役[73]
- わたしかもしれない（仮題）（2025年公開予定） - 尾木晃司 役[74][75][76]

### 朗読劇
- Reading♡Stage『百合と薔薇』（2019年6月16日、品川プリンスホテルクラブeX）[77]
- 方南ぐみ企画公演 朗読劇『あの空を。』（2021年9月10日・17日、俳優座劇場）
- リーディングシアター『アドレナリンの夜』（2023年10月7日、東京建物 Brillia HALL）[78]

### TV
- 虫籠の錠前（2019年3月 - 5月、WOWOW） - シラク 役[79]
- テレビ演劇 サクセス荘（テレビ東京） - 303号室 チャップ 役
  - テレビ演劇 サクセス荘（2019年7月12日 - 9月27日）[80]
  - テレビ演劇 サクセス荘2（2020年7月10日 - 9月25日）[81]
  - テレビ演劇 サクセス荘2 mini（2020年10月13日 - 12月22日）[82]
  - テレビ演劇 サクセス荘3（2021年1月7日 - 3月25日）[83]
- FAKE MOTION -たったひとつの願い-（2021年1月21日 - 3月11日、日本テレビ） - 斯波真一 役[84]
- CSオリジナルドラマ『絶対BLになる世界VS絶対BLになりたくない男』（2021年3月27日、CSテレ朝チャンネル1） - 三崎 役[85]
  - シーズン2（2022年3月20日、CSテレ朝チャンネル1）[86]
- 真相は耳の中（2022年10月22日 - 12月24日、テレビ東京） - 月影真城 役[87]
- REAL⇔FAKE Final Stage（2023年1月11日 - 2月1日、MBS・TBS） - 深水舞人 役[88]
- gift（2025年10月1日〈予定〉 - 、TOKYO MX 他） - 秋葉圭太 役[89]

### 配信ドラマ
- イケMEN！〜3分だけのキュン彼氏〜（2021年11月11日 - 2022年1月10日、Spotify、オーディオドラマ） - 執着悪魔・ロキ 役[90]
- 2.5次元的世界 言劇（ことげき）『仔狸綺譚』（2023年1月 - 、DMM TV）[91]
- 『I am…』23歳たち「マスタッシュガール」（2024年1月26日配信、FOD / 2月26日、フジテレビ）[92][93][94]

### ネット配信
- 楓馬しか勝たん。プロっぽご飯（2022年8月 - 2023年8月、cookpadLive）[95]

### CM
- 万葉倶楽部（2014年9月）[3]

### イベント

#### Birthday Event
- 定本楓馬 First Birthday Event DERAGAYA!東京出張SP（2018年11月17日、サンパール荒川）[96]
- 定本楓馬 Birthday Event 2019（2019年11月18日、アリスホール）[97]
- 定本楓馬 Birthday Event 2020（2020年12月5日、ニコ生）[98]
- 定本楓馬 BIRTHDAY EVENT 2022（2022年11月23日、浜離宮朝日ホール 小ホール）
- 定本楓馬 Birthday Event 2023（2023年11月23日、はまぎんホール ヴィアマーレ）
- 定本楓馬 BIRTHDAY EVENT 2024（2024年11月23日、Lumine 0）

#### 発売記念イベント
- 2024年卓上カレンダー発売記念イベント（2023年10月14日、SHIBUYA TSUTAYA 特設会場）[99]
- 定本楓馬 2025カレンダー発売記念イベント（2024年11月9日、新宿マルイメン 8Fイベントスペース）

#### その他イベント
- ミュージカル『テニスの王子様』TSC会員限定イベント「テニミュ サポーターズクラブ プレミアム パーティー vol.11」（2016年11月1日、品川プリンスホテルステラボール）[100]
- ジャンプフェスタ2017[101]
  - マーベラスブース（2016年12月17日 - 18日）
    - テニミュVR - 不二周助 役（映像出演）
    - テニミュモバイル WEB RADIO先行配信（音声のみ）
- ミュージカル『テニスの王子様』BD&DVD発売記念イベント
  - 青学vs六角 大阪近郊会場（2017年7月29日、泉佐野市立文化会館エブノ泉の森ホール）[102]
  - 青学vs立海 大阪近郊会場（2018年5月12日、城東区民ホール）[103]
  - バラエティ・スマッシュ！Vol.3 夜公演（2018年5月27日）[104]
- 占いフェス2018 NEW YEAR
  - 365 Fortune Voice（2018年1月6日 - 8日、六本木ヒルズアリーナ） - 声の出演[105]
  - 2日目オープニング映像ナレーション（2018年1月7日、六本木ヒルズアリーナ ステージ） - 声の出演[106]
  - 生ささやき！365 Fortune Voice（2018年1月8日、六本木ヒルズアリーナ ステージ）[107]
- 世界らん展 スペシャルナイト（2018年2月21日、東京ドーム）[108]
- AnimeJapan2018（2018年3月25日、東京ビッグサイト）
  - マーベラスブース 舞台版『戦刻ナイトブラッド』ステージ[109]
- DERAGAYA！東京出張SPイベント 〇〇たちのかわいいイタズラ 〜佐々木もでるよ！〜（2018年5月13日、サンパール荒川 小ホール） - 映像出演[110]
- DERAGAYA！宇野結也 Birthday Event 〜結〜（2018年5月21日、四谷区民ホール） [111]
- ミュージカル『テニスの王子様』15周年記念 シャカリキ応援！テニミュ上映祭[112]
  - 青学vs六角（2018年6月16日、新宿ピカデリー 他）
  - 青学vs立海（2018年6月23日、新宿ピカデリー 他）
  - 青学vs比嘉（2018年6月30日、新宿ピカデリー 他）
- 『SHIRO TORA〜beyond the time〜』DVD発売イベント（2018年11月11日、都内近郊）[113]
- 『映画 刀剣乱舞』完成披露上映会（2018年12月27日、TOHOシネマズ 六本木ヒルズ）[114]
- 『映画 刀剣乱舞』舞台挨拶（2019年1月18日・19日、TOHOシネマズ 六本木ヒルズ・渋谷・新宿 / ららぽーと船橋・川崎 / MOVIXさいたま）[115]
- DERAGAYA!岩田・山際・湯本のアクセル全開イベントin東京〜チャレンジャーたちの挑戦〜（2019年4月19日、めぐろパーシモンホール 小ホール） - ゲスト出演[116]
- ニコニコ超会議2019 超2.5次元俳優ステージ（2019年4月28日、幕張メッセ）[117]
- 前田隆太朗Birthday Events!!〜23歳と24歳を同時に祝えるよ〜（2019年5月26日、ワテラスコモンホール） - ゲスト[118]
- 太馬（2019年6月23日、時事通信ホール）[119]
- 『テレビ演劇 サクセス荘』ふりかえり上映会（2019年8月18日、星陵会館ホール）[120]
- 『NARUTO to BORUTO THE LIVE 2019』2.5次元ミュージカル ライブスペクタクルNARUTO-ナルト- スペシャルステージ（2019年10月5日・6日、幕張メッセイベントホール）[121]
- ミュージカル『テニスの王子様』秋の大運動会 2019（2019年10月9日） - ゲスト出演
- 『ENDLESS REPEATERS－エンドレスリピーターズ－』DVD発売記念イベント（2020年2月2日、品川プリンスホテル クラブex）[122]
- 演劇ドラフトグランプリ（2022年6月14日、日本武道館） - ID Checkers
- 定本楓馬と夏だ！みやざき自然満喫旅気分（2022年8月20日、｢おうちソクたび」生配信）
- あくたーず☆りーぐ アートフェスタ in よみうりランド「フラワーパークでらんらんRUN」（2023年11月18日、らんらんホール） - ゲストアーティスト[123]
- MANKAI STAGE『A3!』Bloom Fan Meeting 2025（2025年9月28日〈予定〉、品川プリンスホテル ステラボール）[124]

## 書籍

### 写真集
- 定本楓馬ファースト写真集「ここから これから」（2022年2月14日、KADOKAWA）ISBN 978-4-047-36723-4

### カレンダー
- 定本楓馬 2024年 卓上カレンダー（2023年10月14日、オスカープロモーション）[99]JAN 4900459554870
- 定本楓馬 2025カレンダー（2024年11月9日、オスカープロモーション）